# Viechtach
Viechtach település Németországban, azon belül Bajorországban. Lakosainak száma 8544 fő (2023. december 31.). Viechtach Prackenbach, Kollnburg, Geiersthal, Drachselsried, Arnbruck és Bad Kötzting községekkel határos.

## Népesség
| Lakosok száma | 1716 | 4127 | 6294 | 8012 | 8035 | 8013 | 8130 | 8278 | 8379 | 8544 |
|               | 1875 | 1950 | 1975 | 1987 | 2012 | 2014 | 2016 | 2017 | 2021 | 2023 |